# Combustible nuclear

Proceso de producción del combustible nuclear.

Se denomina combustible nuclear a todo aquel material que haya sido adaptado para poder ser utilizado en la generación de energía nuclear. 
El término combustible nuclear puede referirse tanto al material (físil o fusionable) por sí mismo como al conjunto elaborado y utilizado finalmente, es decir, los haces o manojos de combustible, compuestos por barras que contienen el material físil en su interior, aquellas configuraciones que incluyen el combustible junto con el moderador o cualquier otra cosa.
El proceso más utilizado y conocido es la fisión nuclear. El combustible nuclear más común está formado por elementos fisibles como el uranio, generando reacciones en cadena controladas dentro de los reactores nucleares que se encuentran en las centrales nucleares. El isótopo utilizado más habitualmente en la fisión es el 235U.
Los procesos de producción del combustible nuclear que comprenden la minería, refinado, purificado, su utilización y el tratamiento final de residuos, conforman en su conjunto el denominado ciclo del combustible nuclear.
Otro proceso nuclear que puede ser utilizado es la fusión. En dicho proceso se utilizan como combustible isótopos ligeros como el tritio y el deuterio. 
Otros elementos como el 239Pu y otros se usan para producir pequeñas cantidades de energía mediante procesos de desintegración radiactiva en los generadores termoeléctricos de radioisótopos o en otros tipos de pilas atómicas. 

## Fabricación de combustible nuclear
El combustible nuclear utilizado por los reactores de agua a presión (PWR) y de agua en ebullición (BWR) se fabrica a partir del uranio natural. El uranio tal como se encuentra en la naturaleza está formado por tres tipos de isótopos: uranio-238 (238U), uranio-235 (235U) y uranio-234 (234U). La composición porcentual del uranio naturales:  99,28% de 238U, 0,71% de 235U y 0,005% de 234U. Los reactores PWR y BWR funcionan obteniendo la energía de la fisión de los átomos de 235U contenidos en el combustible y de otras reacciones nucleares, principalmente la fisión del 239Pu generado por activación del 238U.
Para que los reactores moderados por agua ligera (PWR, BWR, VVER, ...) puedan funcionar es necesario aumentar la proporción del isótopo 235U desde el 0,71% con el que se presenta en la naturaleza hasta una concentración de entre el 2% y el 5%, mediante un proceso llamado enriquecimiento de Uranio.
Para poder utilizar el uranio en un reactor nuclear es necesario realizar una serie de procesos químicos y físicos para convertirlo desde la forma mineral en que se encuentra en la naturaleza a los pellets de óxido cerámico que se cargan en el núcleo de un reactor nuclear. Son fundamentalmente cuatro o cinco pasos, las imágenes adjuntas ilustran el material obtenido después de cada paso:
1. Primero, se extrae uranio de la tierra y se tritura y procesa (habitualmente se disuelve con ácido sulfúrico) para obtener la "yellow cake" (torta amarilla).
2. El siguiente paso consiste en, bien convertir el uranio en UF6 para su enriquecimiento en el isótopo 235 antes de reconvertirlo en óxido de uranio, bien saltarse esta etapa pasando al cuarto paso, como se hace con el combustible CANDU.[1][2]

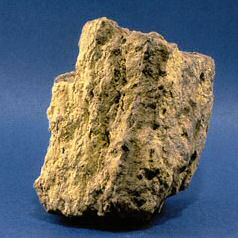
1 Mineral de uranio – principal materia prima del combustible nuclear.
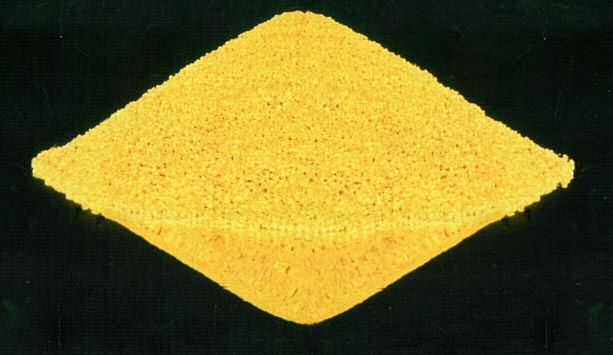
2 Yellow cake (Torta amarilla) – forma en la que el uranio se transporta a la planta de enriquecimiento.
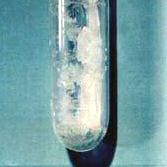
3 UF6 – utilizado para el enriquecimiento.
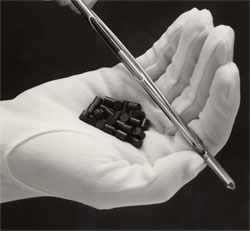
4 Combustible nuclear – sólido, compacto, químicamente inerte e insoluble.

## Tipos de combustibles para reactores de fisión nuclear[3]

### Combustibles a base de óxidos

#### Dióxido de Uranio (UO2)
Este combustible es el que utilizan la mayoría de los reactores PWR y BWR en operación.
El dióxido de uranio se utiliza en forma de cerámico sólido negro. Al ser un material cerámico, el dióxido de uranio posee una baja conductividad térmica, lo que resulta en una elevada temperatura en la zona central de las pastillas combustibles cuando se encuentran en un reactor nuclear. La conductividad térmica es una función de la  porosidad del material y del grado de quemado que posea el combustible (se denomina "quemado del combustible" al porcentaje de átomos de uranio iniciales que han fisionado). La fisión genera otros isótopos que afectan al combustible, a su comportamiento y a sus propiedades. Algunos productos permanecen disueltos en el material combustible (como los lantánidos), otros precipitan como por ejemplo el Paladio y otros forman burbujas que contienen productos como el Xenón o el Kriptón. El combustible también se ve afectado por las radiaciones, por los desplazamientos por el retroceso de los fragmentos de fisión al producirse esta reacción y por las tensiones de origen térmico. Un aumento de porosidad da lugar a una disminución  de la conductividad térmica y al hinchado del material combustible.
El dióxido de uranio se puede obtener por reacción de nitrato de uranio con una base de amonio para formar un sólido (uranato de amonio, el cual se calienta (calcina) para formar U3O8 que, entonces, puede convertirse calentándolo en una mezcla de argón / hidrógeno a (700.oC) para formar UO2. El UO2 se mezcla con un vinculador orgánico y se comprime en bolitas (llamados pellets), que son quemados a una temperatura mucho más alta (en atmósfera de H2/Ar) para sinterizar el sólido. El propósito de este sinterizado es conseguir un sólido que tenga un bajo grado de porosidad.

#### Óxidos mixtos (MOX)
El Combustible nuclear de mezcla de óxidos, Óxido mixto, combustible MOX o simplemente MOX, es una mezcla de plutonio y uranio natural o empobrecido que se comporta en un reactor de forma similar al uranio enriquecido que alimenta la mayoría de los reactores nucleares. El MOX es una alternativa al combustible de uranio enriquecido utilizado en la mayoría de los reactores comerciales del mundo.
Se han mostrado algunas preocupaciones sobre el hecho de que los núcleos de MOX plantearían algunas cuestiones sobre la gestión de los residuos de alta actividad que generan. Sin embargo el MOX es a su vez una solución para el tratamiento, mediante fisión, de los sobrantes de plutonio de las centrales que utilizan combustibles de uranio.
Actualmente (2005) el reprocesamiento de combustible nuclear comercial para obtener MOX se realiza en Inglaterra, Francia y en menor medida en Rusia, India y Japón. China tiene planes para desarrollar reactores reproductores rápidos y reprocesar.

### Combustibles para reactores nucleares de investigación
Los reactores de investigación son los utilizados en universidades e institutos de investigación. Estos reactores poseen potencias unos tres órdenes de magnitud inferiores a las potencias de un reactor de generación industrial de electricidad. Además los reactores de investigación operan a temperaturas y presiones mucho menores  con respecto a los comerciales, y no generan electricidad.  Los reactores de investigación permiten capacitar personal en técnicas nucleares, investigar propiedades de la materia, irradiar materiales para producir radioisótopos de aplicación en medicina nuclear, realizar radiografías por neutrones, realizar análisis por activación neutrónica e irradiar silicio para producir material base para semiconductores (técnica conocida como Silicon NTD), entre otras aplicaciones.
En estos reactores se utiliza uranio enriquecido en un porcentaje de un 12% a un 19.75% en 235U.
Algunos de estos reactores de investigación utilizan combustibles formados por cajas que alojan unas 20 placas de aluminio en cuyo interior está contenido el Uranio. El uranio se encuentra disuelto en el interior de cada placa en forma de U3O8, UAlx o U3Si2. 
Otros reactores denominados TRIGA (Training, Research, Isotopes, General Atomics, en inglés, correspondientes a Entrenamiento, Investigación, Isótopos, "General Atomics") utilizan combustible en forma de barras. El combustible TRIGA está compuesto por una matriz de hidruro de uranio-zirconio. Muchos núcleos que usan este combustible son de "altas pérdidas", donde los neutrones que fugan del núcleo del reactor son utilizados para investigación.

### Combustibles líquidos

#### Sales fundidas
Estos combustibles se encuentran disueltos en el refrigerante. Se han utilizado en los reactores de sales fundidas y en numerosos experimentos con reactores de núcleo líquido.
El combustible líquido utilizado en el reactor de sal fundida es LiF-BeF2-ThF4-UF4 (72-16-12-0,4 mol). Su temperatura máxima de funcionamiento es de 705 °C, pero puede soportar temperaturas mayores ya que su punto de ebullición excede los 1400 °C.

#### Soluciones acuosas de sales de uranio
El reactor homogéneo acuoso utiliza una solución de sulfato de uranio u otras sales de uranio en agua. Este tipo de reactor homogéneo no se ha utilizado por ningún reactor de gran energía. Una de sus desventajas es que el combustible, en caso de accidente, tiene una presentación que favorece que se disperse fácilmente.

##### Nitruro de uranio
Este es a menudo el combustible de elección para los diseños de reactor que fabrica la NASA. Una ventaja es que el UN tiene una mejor conductividad térmica que el UO2.  El nitruro de uranio tiene una temperatura de fusión muy elevada. Este combustible tiene el inconveniente de que, a menos de que se utilice 15N (en lugar del más habitual 14N), se generará una gran cantidad de 14C del nitrógeno por la reacción pn. Como el nitrógeno necesario para producir este combustible es sumamente costoso, sería lógico que el combustible tuviera que ser reprocesado mediante un método pirolítico a fin de permitir recuperar el 15N. También es lógico que si el combustible fuera procesado y disuelto en ácido nítrico el nitrógeno enriquecido con 15N  quedaría diluido en el habitual 14N.

##### Carburo de uranio
Otro combustible que se ha sugerido, nuevamente tiene una mejor conductividad térmica que el dióxido de uranio.

### Presentaciones físicas habituales del combustible nuclear
Para su uso como combustible en reactores nucleares, el UF6 producido con Uranio enriquecido en el isótopo 235U, debe ser convertido en polvo de dióxido de uranio (UO2), que entonces es procesado dándole forma de pequeñas partículas. Las partículas son comprimidas y horneadas a altas temperaturas, horneados, en un proceso llamado sinterización durante el cual las partículas se adhieren entre sí, formando pequeños cilindros (pellets) cerámicos de uranio enriquecido. Los pellets cilíndricos entonces son rectificados mediante tornos especiales para conseguir un tamaño uniforme. 
A continuación, los pellets son introducidos en tubos metálicos de una aleación resistente a la corrosión, estos tubos son llamados vainas combustibles. Los tubos que contienen los pellets de combustible son cerrados mediante tapones soldados en sus extremos: estos tubos con su carga de pellets de uranio son llamados barras combustibles. Las barras combustibles  terminadas se agrupan formando haces, manojos o elementos combustibles, cada haz con entre 100 a 400 barras combustibles dependiendo la cantidad del diseño específico de cada reactor. Un núcleo de un reactor nuclear contiene varios cientos de haces o manojos de combustible.
El metal de las vainas depende del diseño del reactor- en el pasado se utilizaba acero inoxidable, pero actualmente la mayoría de reactores utilizan una aleación de zirconio. Para los tipos más habituales de reactores  (BWR y PWR) los tubos se ensamblan en haces o manojos con los tubos espaciados a distancias precisas. A estos haces o manojos se les asigna un número de identificación único, lo que permite su trazabilidad en todo el ciclo (desde su fabricación, hasta su almacenamiento como material irradiado usado, pasando por su uso en el reactor).

#### Combustible para reactores PWR

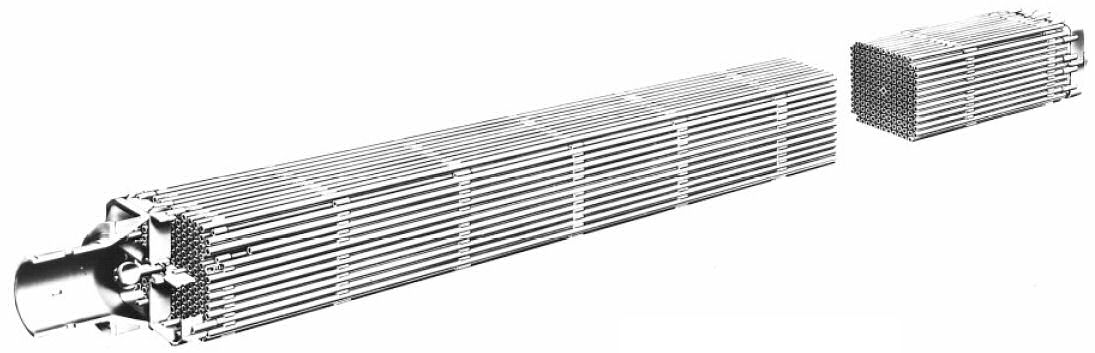
Elemento combustible PWR. Elemento combustible del reactor de agua presurizada del barco de pasajeros y carga NS Savannah. Diseñado y construido por Babcock and Wilcox Company.

El combustible del reactor de agua presurizada (PWR) está compuesto por barras cilíndricas organizadas en haces, manojos o elementos de combustible. El óxido de uranio cerámico es conformado en pequeños cilindros (pellets) que se insertan en tubos de una aleación rica en zirconio llamada Zircaloy. Estos tubos, llamados vainas, son cerrados herméticamente con tapones soldados. Los tubos de Zircaloy tienen alrededor de 1 cm de diámetro. Hay alrededor de 179-264 barras de combustible por elemento combustible, y el núcleo de un reactor aloja desde 120 a 200 elementos combustibles según su diseño. Generalmente, los elementos combustibles son de sección transversal cuadrada, estando armados con barras combustibles ordenadas en conjuntos de 14x14 a 17x17. Los elementos combustibles para reactores PWR tienen cerca de  4 m de largo. En los elementos combustibles PWR, las barras de material absorbente que se utilizan para controlar la reacción nuclear ("barras de control") se insertan por la parte superior en sitios especiales dentro del elemento combustible. Los elementos combustible normalmente están enriquecidos en diversos porcentajes de 235U. El óxido de uranio es secado antes de insertarlo en los tubos para eliminar la humedad en el combustible cerámico que podría ocasionar corrosión y fragilidad inducida por hidrógeno. Los tubos de Zircaloy están presurizados con helio para intentar minimizar la interacción entre la vaina (o “cladding” en inglés) de los pellets (PCI) que puede llevar a fallos de la barra de combustible durante largos períodos.

#### Combustible para reactores BWR
En el reactor de agua en ebullición (BWR),  el combustible es similar al del PWR excepto que los haces o manojos de barras combustibles están contenidos dentro de un tubo metálico de sección cuadrada. Esto se hace para prevenir variaciones de densidad del refrigerante (agua) ocasionadas por la distribución de generación de calor y existencia de vapor en el núcleo. En los haces de BWR, hay alrededor de 500-800 barras combustibles en cada elemento combustible. Cada barra combustible para BWR está rellenada con helio a una presión de cerca de tres atmósferas  (300 kPa).

#### Combustible para reactores CANDU

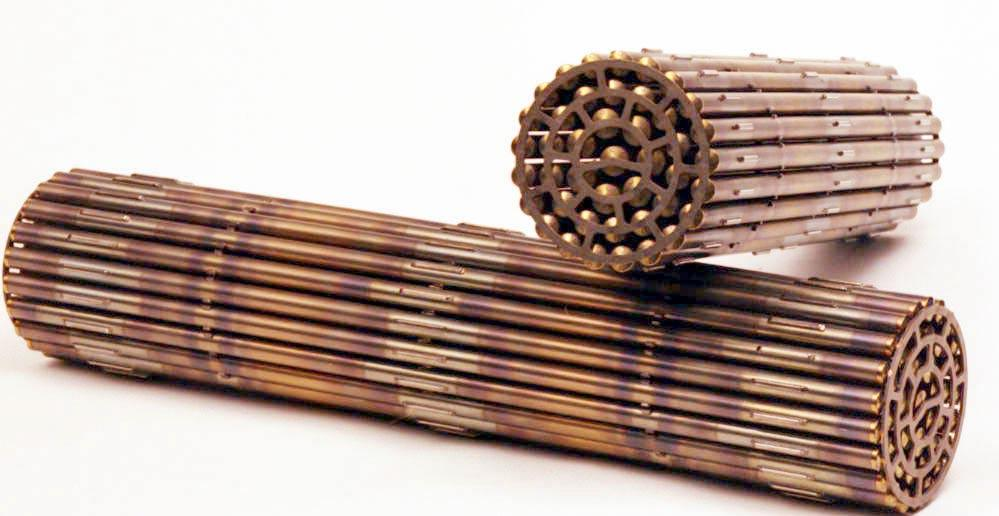
Haces o manojos de combustible CANDU Dos haces o manojos de combustible CANDU, cada uno de aproximadamente 50 cm de largos y 10 cm de diámetro. Foto cortesía de Atomic Energy of Canada Ltd.

Los haces o manojos de combustible para reactores CANDU miden alrededor de medio metro de largo y 10 cm de diámetro. Están formados por tubos de zirconio conteniendo pellets sinterizados de (UO2) contenidos, los tubos o vainas están soldados en los extremos a platos de zirconio. Cada haz o manojo pesa alrededor de 20 kg y el núcleo de un reactor puede llegar a contener unos 4500 haces o manojos. Los modelos modernos normalmente tienen 37 barras de combustible idénticas dispuestas radialmente alrededor del eje longitudinal del haz o manojo, pero en el pasado se utilizaron diversas configuraciones y números de barras. Los diseños actuales del CANDU no necesitan uranio enriquecido para alcanza el punto crítico (debido a su más eficiente moderador de neutrones de agua pesada, no obstante, algunos nuevos conceptos exigen un bajo enriquecimiento para ayudar a reducir el tamaño de los reactores.

### Otros tipos de combustible nuclear menos habituales
Existen otras varias presentaciones de combustible nuclear para aplicaciones específicas, pero carecen del amplio uso de las utilizadas en las plantas de energía de BWR, PWR, y CANDU.  Muchos de estas presentaciones solo se encuentran en reactores de investigación, o tienen aplicaciones militares.

#### Combustible compacto TRISO

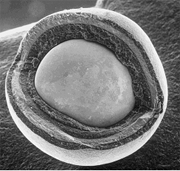
Partícula de combustible TRISO, fragmentada para mostrar las múltiples capas cobertoras.

Los combustibles tri-isotrópicos (TRISO) fueron desarrollados inicialmente en Alemania para reactores de altas temperaturas refrigerados por gas. En los combustibles TRISO, el carburo de uranio está revestido por varias capas de carbón pirolítico y dióxido de silicio para retener los productos de fisión a elevadas temperaturas. Estos combustibles se moldeaban en esferas de grafito (para reactores de lecho de esferas) o en barras de combustible de grafito (para reactores prismáticos con núcleos refrigerado por gas). Actualmente, este tipo de combustibles se utilizan en el HTR-10 en China, y en el  HTTR en Japón, los cuales son reactores experimentales. Los combustibles compactos TRISO podrían utilizarse también en los diseños PBMR  y GT-MHR, si tales diseños fueran construidos. La primera planta de energía en utilizar este combustible fue el THTR-300.

#### Combustible CerMet
El combustible CerMet está formado por partículas de combustible cerámico (normalmente óxido de uranio) alojadas en una matriz metálica.  Se ha especulado que este tipo de combustible es el utilizado en los reactores de los portaaviones y submarinos nucleares de la US Navy. Este combustible posee un elevado coeficiente de transferencia térmico  y puede soportar un gran volumen de expansión.

#### Combustible tipo placa

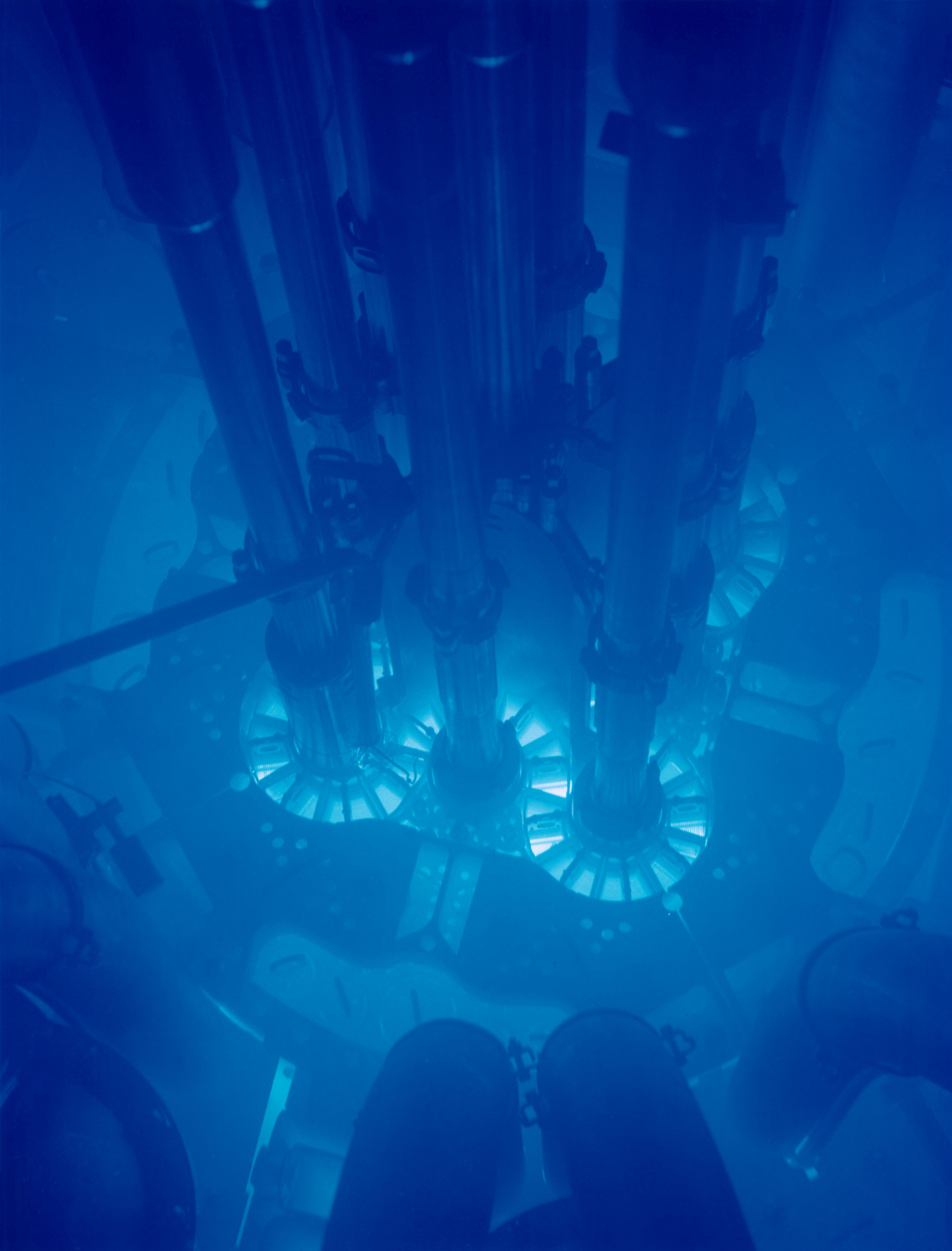
Núcleo del Reactor de Pruebas Avanzado. Este reactor utiliza combustible del tipo placa en una distribución en hojas de trébol.

El combustible de tipo placa ha ido ganado posiciones con el transcurso de los años. Actualmente se utiliza en el Reactor de Pruebas Avanzado en el Laboratorio Nacional de Idaho.

#### Combustible de óxido usado
El combustible de óxido usado es una mezcla compleja de productos de fisión, uranio, plutonio y metales transplutónicos. El combustible que se ha utilizado a altas temperaturas en los reactores de energía es normal que no sea homogéneo, a menudo contiene nanopartículas de metales del grupo del platino tales como el paladio. También es frecuente que el combustible se haya agrietado, formando protuberancias o haya sido utilizado a temperaturas cercanas a su punto de fusión. Aunque el combustible usado puede agrietarse, es muy insoluble en agua, y puede retener la gran mayoría de actínidos y productos de fisión dentro del dióxido de uranio.

## Combustibles para reactores de fusión
Aunque en el 2008 aún no existen reactores de fusión que hayan operado durante períodos de tiempo relevantes, ni que hayan permitido aprovechar su energía, los principales combustibles que podrían utilizarse en estos reactores serían el tritio (³H) y el deuterio (²H), pudiendo usar también el helio tres (³He). Muchos otros elementos pueden fusionarse si se les fuerza a acercarse entre sí lo suficiente, para lo cual es necesario alcanzar temperaturas suficientemente altas. En general, se considera que habrá tres generaciones de combustibles de fusión dependiendo de la factibilidad técnica de poder lograr la fusión de distintos núcleos atómicos de elementos ligeros.
Esta se encuentra en etapas de investigación y desarrollo. El proyecto ITER es una iniciativa internacional para avanzar en el conocimiento de la fusión por confinamiento magnético. 

### Combustible de fusión de primera generación
El deuterio y el tritio son considerados la primera generación de combustibles de fusión; existen varias reacciones en las cuales pueden fusionarse juntos. Las tres reacciones más habituales son:
²H + ³H {\displaystyle \rightarrow } n (14,07 MeV) + 4He (3,52 MeV)
²H + ²H {\displaystyle \rightarrow } n (2,45 MeV) + ³He (0,82 MeV)
²H + ²H {\displaystyle \rightarrow } p (3,02 MeV) + ³H (1,01 MeV)

### Combustible de fusión de segunda generación
La segunda generación de combustibles requiere o bien alcanzar temperaturas más altas de confinamiento para lograr la fusión o tiempos de confinamiento más prolongados, que los requeridos para los combustibles de primera generación. Este grupo está formado por deuterio y helio tres. Los productos de estos reactivos son todas partículas cargadas, pero existen reacciones laterales no beneficiosas que llevan a la activación radiactiva de los componentes del reactor de fusión.
²H + ³He {\displaystyle \rightarrow } p (14,68 MeV) + 4He (3,67 MeV)

### Combustible de fusión de tercera generación
Hay varios combustibles de fusión potenciales en la tercera generación. La tercera generación de combustibles de fusión producen sólo partículas cargadas en el proceso de fusión y no hay reacciones laterales. Por lo tanto, no habría ninguna activación radiactiva en el reactor de fusión. A menudo esto es visto como el objetivo final de la investigación de la fusión. El ³He es el combustible de tercera generación que es más probable que se utilice primero ya que tiene la menor reactividad de Maxwell en comparación con otros combustibles de fusión de tercera generación.
³He + ³He {\displaystyle \rightarrow } 2p + 4He (12,86 MeV)
Otra reacción de fusión aneutrónica podría ser la de protón-boro:
p + 11B → 34He
Según estimaciones razonables, las reacciones laterales serían de alrededor del 0,1% de la energía de fusión llevada a término por los neutrones. Con 123 keV, la temperatura óptima de esta reacción es cerca de diez veces más que para las reacciones de hidrógeno puro, el confinamiento de energía debiera ser 500 veces mejor que la requerida para la reacción D-T, y la densidad de energía sería  2500 veces más baja que para  D-T.

## Combustibles basados en la desintegración de radioisótopos

### Pila de radioisótopos
Las expresiones pila atómica, pila nuclear o pila de radioisótopos se utilizan para describir un dispositivo que usa las emisiones de partículas cargadas de un isótopo radiactivo para producir electricidad. Estos sistemas utilizan radioisótopos que emiten partículas beta de baja energía o partículas alfa de forma que se minimice la radiación de frenado, que requeriría de otro modo el uso de blindajes a las radiaciones más pesados. Se han probado isótopos como el tritio, el 63Ni, el 147Pm o el 99Tc y se han utilizado el 90Sr, el 238Pu, el 242Cm o el 244curio.
Básicamente existen dos tipos de pilas atómicas: térmicas y no térmicas. De las no térmicas hay varios diseños, que utilizan la carga de las partículas alfa y beta, e incluyen diseños como el generador de carga directa, el betavolt la pila nuclear optoeléctrica o el generador piezoeléctrico de radioisótopos. Por su parte las pilas atómicas térmicas convierten el calor de la desintegración radiactiva en electricidad. En este efecto se fundamentan diseños como el convertidor termoiónico, las células termofotovoltaicas, los convertidores termoeléctricos metal-alcalino y el diseño más común: el generador termoeléctrico de radioisótopos.

### Generadores de calor a partir de radioisótopos
Las Unidades de calor de radioisótopos, (RHU) por sus iniciales en inglés, generan aproximadamente 1 vatio de calor, procedente de la desintegración de algunos gramos de 238Pu. Este calor es proporcionado de forma continua durante un lapso tiempo de varias décadas.
Su función es generar calor, para calentar equipos muy sensibles en el espacio profundo. El satélite artificial Cassini-Huygens enviado al planeta Saturno contiene 82 de estas unidades (además de 3 GTR para generar electricidad). La sonda  Huygens a Titán contiene 35 de estos elementos.

### Generadores termoeléctricos de radioisótopos

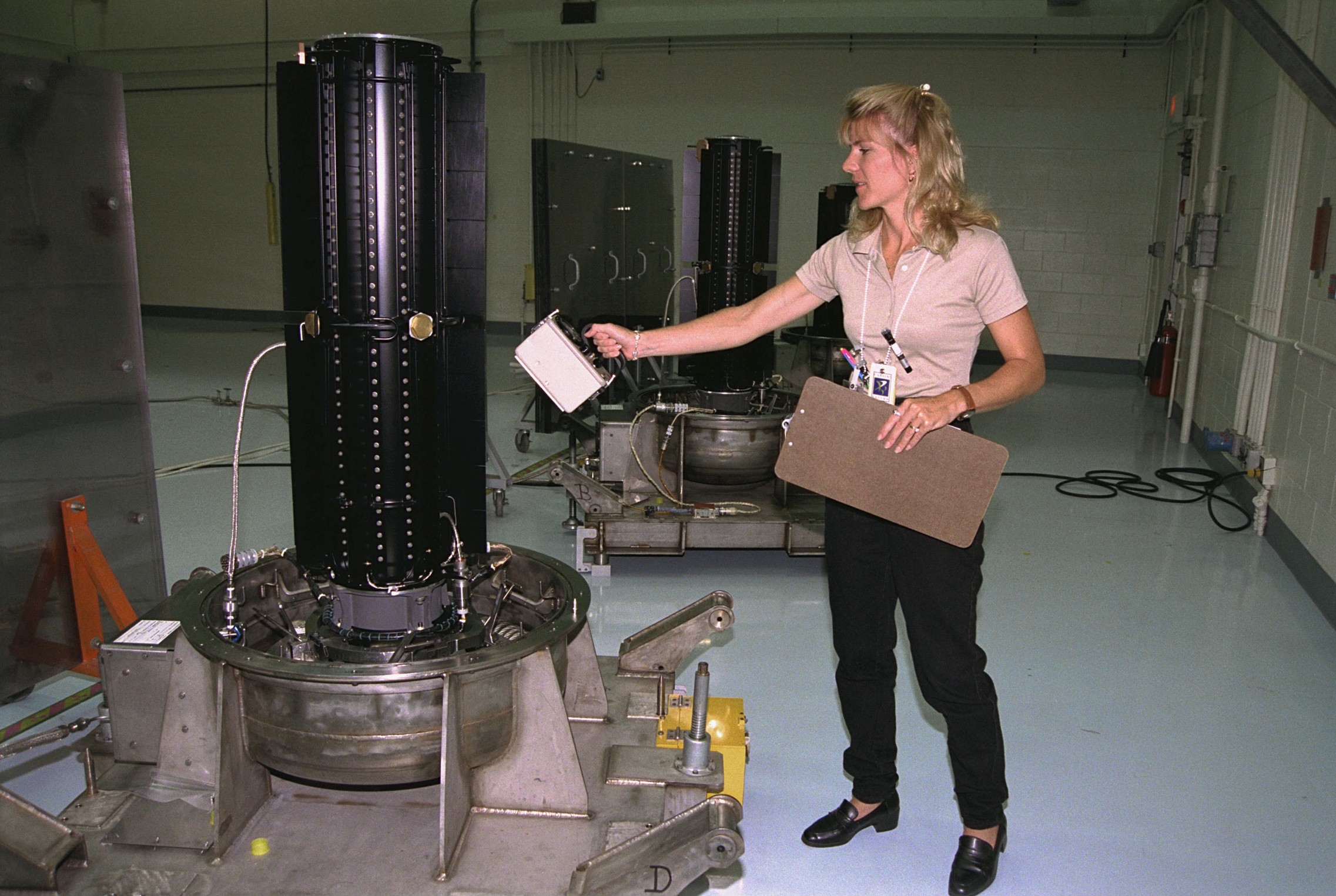
Inspeccionando los niveles de radiación de los RTG de la Cassini-Huygens

Un generador termoeléctrico de radioisótopos (GTR o RTG en inglés) es un generador eléctrico que obtiene su energía de la desintegración radiactiva. En estos aparatos, el calor liberado por la desintegración de un material radiactivo, se convierte en electricidad utilizando una serie de termopares.
El 238Pu en forma de  dióxido de plutonio se ha convertido en el combustible más usado en los GTR. Este radioisótopo tiene un semiperíodo de 87,7 años, una densidad de energía razonable y unos niveles de radiaciones gamma y de neutrones bajos. Algunos GTR terrestres han utilizado 90Sr, isótopo que tiene un semiperiodo más corto, una densidad de energía más baja y produce radiaciones gamma, pero es mucho más barato. El primer GTR fue construido en 1958 por la Comisión de Energía Atómica de Estados Unidos (NRC sus siglas en inglés), utilizando 210Po. Este combustible proporciona una enorme densidad de energía, (un solo gramo de polonio-210 genera 140 vatios térmicos) pero tiene un uso limitado debido a su corto semiperiodo y a que emite radiaciones gamma, por lo que fue desestimado para esta aplicación.

## Comportamiento del combustible en un reactor nuclear de fisión
La temperatura en una pastilla combustible varía con la distancia desde el centro. A una distancia x del centro la temperatura (Tx) se describe mediante una ecuación en la que ρ es la densidad de energía en el centro del... (W m-3) y Kf es la conductividad térmica del combustible:
El combustible utilizado en las centrales nucleares, tanto experimentales como industriales, se examina antes y después de su uso.
El combustible fresco suele pasar varios controles en los que se verifica que sus características físicas coinciden con las indicadas en las especificaciones técnicas. Estos controles son siempre no destructivos, utilizando técnicas de metrología, ultrasonidos o inspecciones visuales entre otras técnicas.
En el caso del combustible gastado los exámenes se realizan en las denominadas celdas calientes como tu vieja (recintos con gruesas paredes para proteger a las personas de las radiaciones que emite el combustible irradiado), dada la intensidad de las radiaciones que emite. En este caso se utilizan métodos destructivos y no destructivos.
En el combustible gastado se estudian los siguientes efectos:
- Hinchado.[7]
- Liberación de gases de fisión. Los productos de fisión más volátiles que están atrapados dentro del dióxido de uranio pueden liberarse.
- Agrietado del combustible. En los ciclos termodinámicos (calentamientos y enfriamientos) producen tensiones en el combustible. Estas pueden producir grietas que tienden a ir del centro a los bordes formando un patrón en forma de estrella.

Estos ensayos se utilizan para comprobar que el combustible es seguro y además efectivo. Tras accidentes que han supuesto daños en el núcleo se suele investigar el combustible para estudiar su comportamiento.

### Comportamiento del combustible nuclear de fisión en accidentes
Se han realizado numerosas investigaciones que permiten conocer con precisión los fenómenos y condiciones que pueden producir la falla de un combustible en un reactor y la posterior liberación de material radiactivo desde el mismo. Solo los productos de fisión más volátiles se podrían liberar en caso de que un accidente produjera daños graves en el núcleo. En Francia existe una instalación donde se puede simular la fusión de combustible en condiciones controladas.
Como parte del programa de investigación PHEBUS, se realizaron experimentos en los que combustibles alcanzaron temperaturas superiores a las de funcionamiento, analizando su comportamiento y los mecanismos de falla de la vaina que contiene al combustible. En este experimento además se estudió la liberación de radioisótopos desde el combustible.